# Вавилонська карта світу

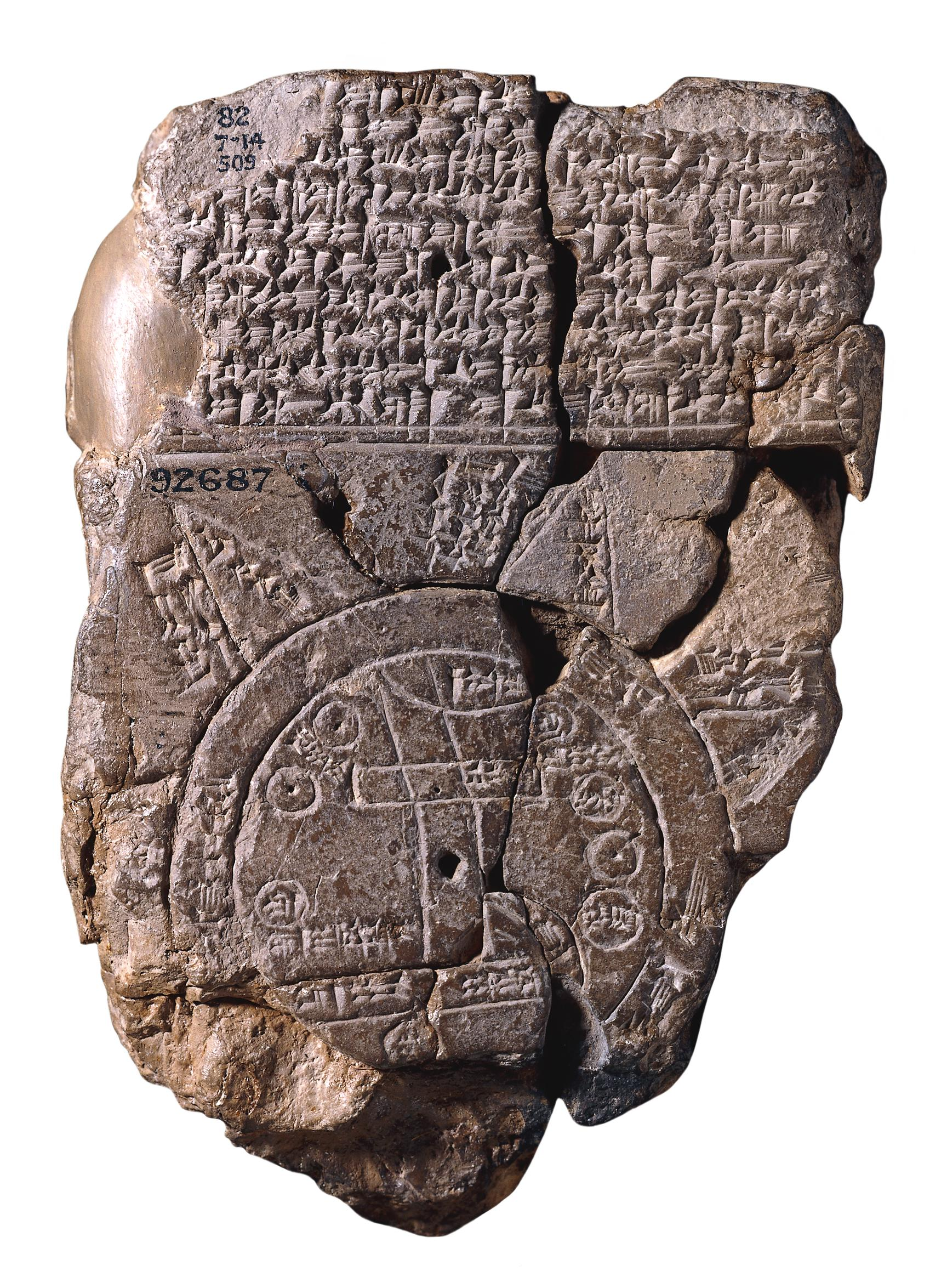
Вавилонська мапа світу

Вавилонська мапа світу — глиняна табличка пізньовавилонського періоду з Месопотамії, де відображалася карта відомого вавилонянам світу, яка містить як реальні географічні об'єкти, так і міфологічні елементи. Табличка зберігається в Британському музеї (під номером BM 92687) і є єдиною відомою географічною картою світу з цього регіону, що збереглася з тих часів. Виходячи з аналізу написання топонімів, вчені датують карту кінцем VIII — початком VII століття до н. е..
У центрі карти Євфрат, що тече з півночі (вгорі) на південь (внизу), а його гирло позначено як «болото» та «витік». Місто Вавилон показано на Євфраті, у північній половині карти. Сузи, столиця Еламу, показана на півдні, Урарту на північному сході, а Хаббан, столиця каситів, показана (неправильно) на північному заході. Месопотамія оточена круглою «гіркою рікою» або Океаном, а сім чи вісім іноземних регіонів зображені у вигляді трикутних ділянок за Океаном, можливо, уявлених як гори.
Табличка була розкопана Ормузом Рассамом у Сіппарі (Багдадський вілаєт), що знаходиться на відстані приблизно 60 км на північ від Вавилона на східному березі річки Євфрат. Вона була придбана Британським музеєм у 1882 році (BM 92687);  текст було вперше перекладено в 1889 році. Зазвичай вважається, що табличка походить із Борсіппи.  У 1995 році була виявлена нова частина таблички з найвищим трикутником. 

## Загальні відомості
Табличка структурно поділяється на три частини: графічна карта з підписами, текст на лицьовій стороні та текст на зворотній стороні. Немає остаточної думки щодо того, як пов'язані та чи пов'язані взагалі текстуальні елементи з власне картою, оскільки обидва тексти зачіпають лише міфологічні елементи та використовують для цього термінологію іноді відмінну від самої карти.
У зв'язку з помилкою в первісному каталозі Британського музею, точне місце виявлення таблички залишається невідомим, проте ймовірно, що вона була частиною нововавилонських документів, виявлених в Сіппарі. Неясно до кінця і призначення таблички, є припущення про те, що табличка являла собою окремий інформаційний елемент, або ілюстрацію до іншого міфологічного тексту, або літературного твору, або навіть учнівську копію докладнішої карти. З іншого боку зрозуміло, що табличка за задумом була в основному призначена для розповіді про віддалені землі та об'єкти.
З картографічного погляду багато реальних географічних об'єктів нанесено недбало з грубими помилками в масштабуванні та меншими помилками у відносному розташуванні об'єктів один від одного. Вавилонська карта світу була вперше опублікована в 1889 році, ця і подальша публікації привертали велику увагу у зв'язку з її унікальністю.

## Структура карти
Усі реальні географічні об'єкти розташовані в межах двох концентричних кіл. Кола позначають світовий океан і дослівно на мапі позначені як «солона вода». З інших текстів відомо, що таким словосполученням вавилоняни позначали як Перську затоку, так і Середземне море. Паралельні лінії всередині кіл не підписані, проте очевидно зображують Євфрат. Зовнішні трикутники є різні міфологічні об'єкти, які також згадуються в текстах на табличці. За однією з версій дані трикутники — це гори, зображені збоку, на відміну від решти карти, яка зображена як вид зверху. Карта могла містити або 7, або 8 таких трикутників, лише 4 з яких якось збереглися. Два з них впевнено зв'язуються з далекими землями, згаданими в Епосі про Гільгамеша, і, можливо, всі з них є міфологічними об'єктами з цього епосу.
|  | 1. "гора" (аккад. šá-du-ú) 2. "місто" (аккад. uru) 3. Урарту (аккад. ú-ra-áš-tu) 4. Ассирія (аккад. kuraš+šurki) 5. Der (аккад. dēr) 6. ? 7. болото (аккад. ap-pa-ru) 8. Елам (аккад. šuša) 9. канал (аккад. bit-qu) 10. Bit Yakin (аккад. bῑt-ia-᾿-ki-nu) | 11. "місто" (аккад. uru) 12. Habban (аккад. ha-ab-ban) 13. Вавилон (аккад. tin.tirki), розділяється Євфратом на дві частини 14 — 17. Океан (солона вода, аккад. idmar-ra-tum) 18 — 22. Міфологічні назви 23 — 25. Непідписані |

## Зовнішні посилання
- Повний аверс, сайт Британського музею
- Повний реверс, сайт Британського музею
- Штриховий малюнок, аверс і реверс
- Британський музей, карта світу, фото та аналіз
- Google Arts & Culture – Карта світу з колекції Британського музею
- Фото таблички та графіка карти з назвами [Архівовано 2021-11-23 у Wayback Machine.]
- Історія географічних відкриттів; Розділ 1, Світ, відомий стародавнім, gutenberg.com ; Чорно-біле фото, (1,5X)
- 3D модель (Sketchfab)

## Галерея

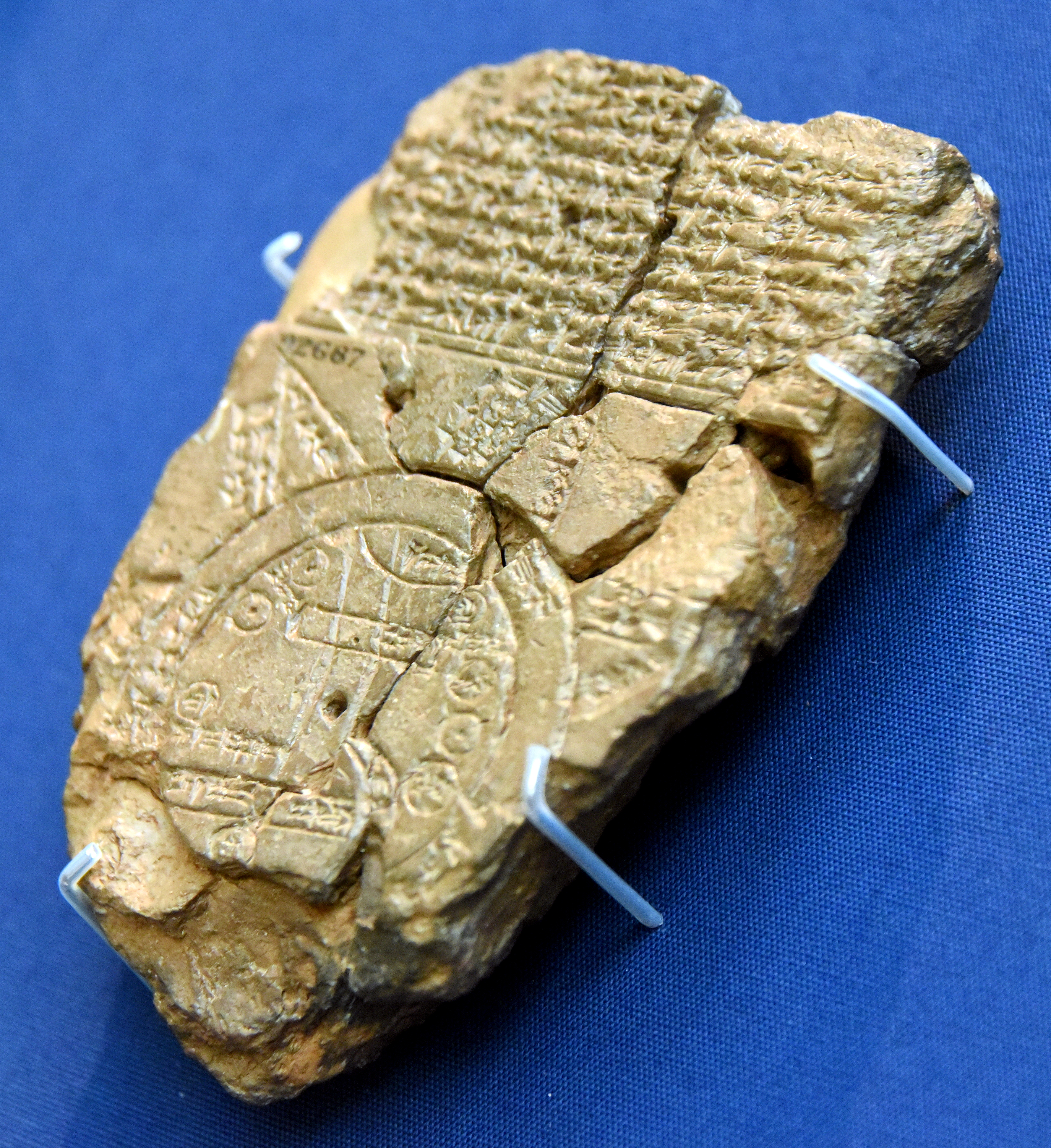
Карта світу з Сіппара, Ірак. 6 століття до нашої ери. Британський музей
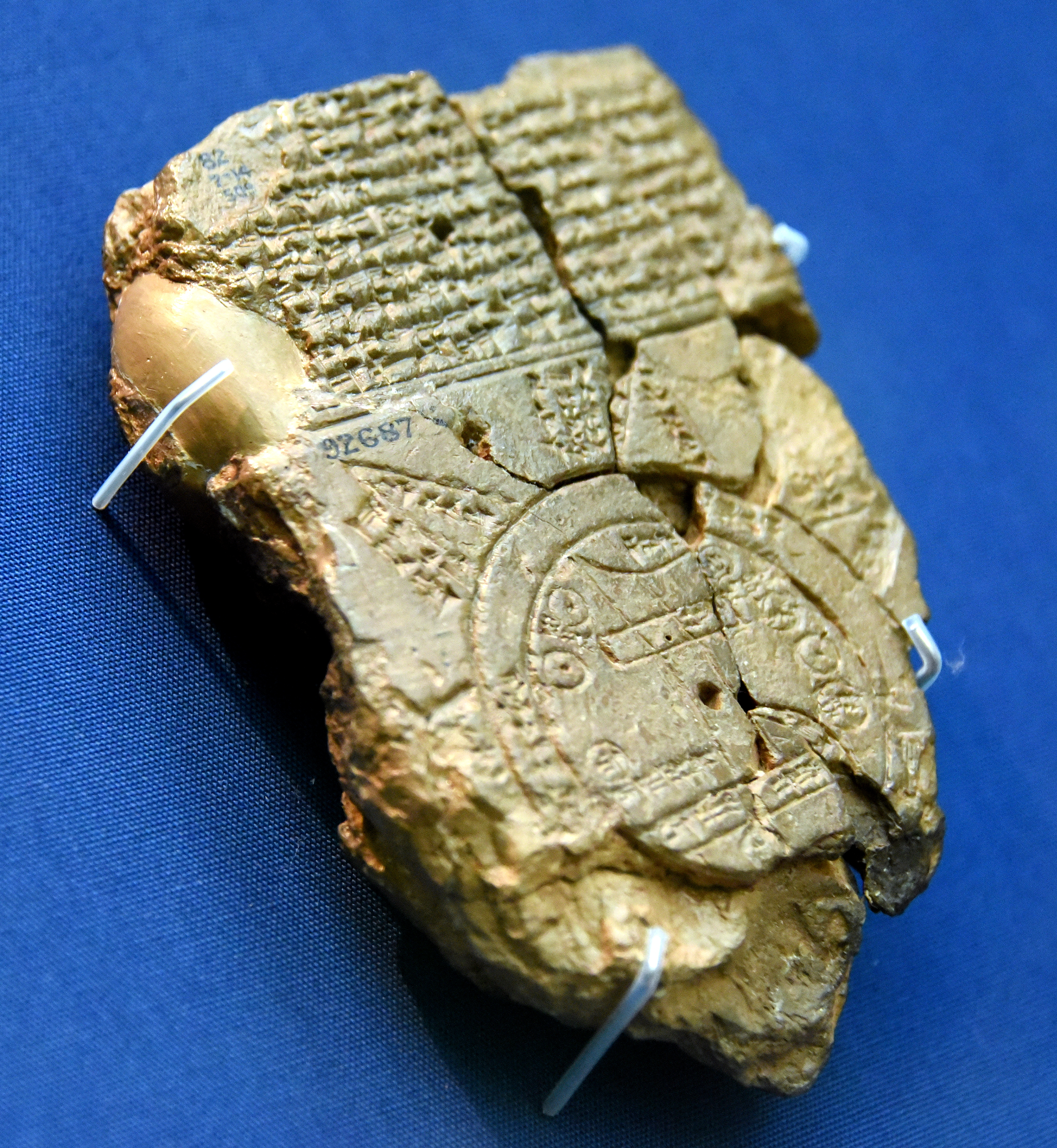
Карта світу з Сіппара, Ірак, 6 століття до нашої ери. Британський музей
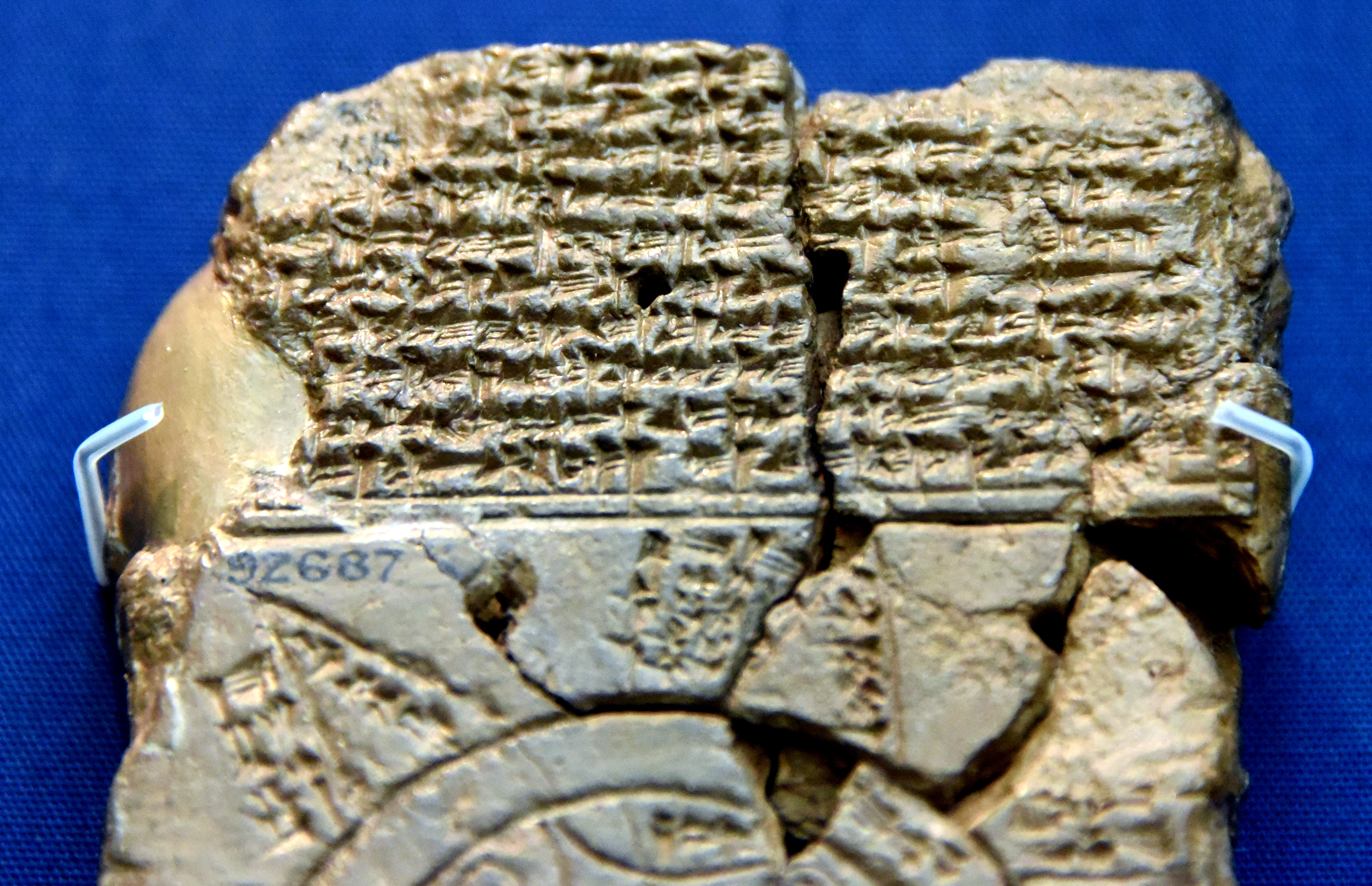
Карта світу з Сіппара, Ірак, 6 століття до нашої ери. Британський музей